# 岗托镇
岗托镇（藏語：སྐམ་ཐོག་），是中华人民共和国西藏自治区昌都市江达县下辖的一个乡镇级行政单位。

## 行政区划
岗托镇下辖以下地区：
矮拉村、岗托村、作如村、岩巴村和航格村。